# План «Ізабелла»
План «Ізабелла» (нім. Isabella) — план вторгнення німецьких військ в Іспанію і Португалію у випадку загрози висадження англо-американських військ на Піренеях (скасований).